# Bečov
Bečov là một làng thuộc huyện Most, vùng Ústecký, Cộng hòa Séc.